# نادي الوحدة (الإمارات)
نادي الوحدة لكرة القدم هو نادي العاصمة الإماراتية أبو ظبي، تأسس عام 1984م، وبات يتمتع بشعبية كبيرة نظراً لكونه نتج عن دمج بين عدة أندية في أبوظبي، ويُلقّب بعدة ألقاب مثل "أصحاب السعادة"، و"مترو العاصمة" لأنه شارك في بطولة كأس العالم للأندية.

## تاريخ

### التأسيس والإشهار
كان فريق النادي الأهلي هو أول فريق تم إنشاؤه في أبو ظبي في عام 1966، تلاه نادي الاتحاد في عام 1968 والفلاح والوحدة في عام 1969. وفي عام 1974، اتخذ وزير الشباب والرياضة في 13 مارس 1974 قرارًا بإنشاء نادي أبو ظبي الرياضي بدمج الاتحاد والوحدة، وإنشاء نادي الإمارات الرياضي في 3 يونيو 1974 بدمج الأهلي والفلاح. في عام 1984 اندمج نادي أبو ظبي الرياضي ونادي الإمارات الرياضي ليتأسس نادي الوحدة.

### المسيرة الرياضية
في 13 مايو 1990 تولّى الشيخ سعيد بن زايد آل نهيان رئاسة النادي بتكليف من الشيخ خليفة بن زايد آل نهيان (ولي عهد أبوظبي آنذاك)، كانت رغبة الشيخ سعيد واضحة في أن يكون الهدف من المرحلة الجديدة بناء فريق قادر على المنافسة وتحقيق طموحات أبناء النادي في صناعة فريق بطولات. وهو ما حدث عندما نقل الشيخ سعيد النادي نقلة نوعية، حيث ركّز على بناء فريق قوي جاهز للمنافسة على الألقاب المحلية، لتكون قاعدة متينة للمشاركات الخارجية.
أسّس الشيخ سعيد أول مدرسة كرة قدم متخصصة في منطقة الخليج، واستقطب أكفئ الأجهزة الفنية والطبية والنجوم العالميين، من أجل أن يستفيد جيل المستقبل من خبرات هذه الكفاءات. ولم يكتفي بذلك بل أطلق مشروع رياضي هو (بطولة الوحدة الدولية) والتي أعجبت الاتحاد الدولي لكرة القدم، فقام بتصديق لائحتها ومنحها الصيغة العالمية، فتحت الآفاق لأبناء النادي للاحتكاك بالمدارسة الكروية العالمية، وكانت كبطولة عالمية أشبه بكأس العالم للأندية على مستوى الناشئين.
كان النتاج الأول لهذا المشروع الناجح حصول لاعبي الوحدة على لقب دوري الإمارات موسم 98/99، وكان بداية عهد حصد البطولات وتحول الفريق إلى منافس دائم على البطولات المحلية، واستمرت الانجازات واستمر صعود لاعبي الوحدة لمنصات الألقاب. كما شارك النادي في بطولة كأس العالم للأندية 2010.

## الألقاب والإنجازات
- الدوري الإماراتي للمحترفين (4 مرات) : 1999 - 2001 - 2005 - 2010.
- بطولة كأس رئيس الدولة (مرّتان) : 2000 - 2017
- كأس رابطة المحترفين (3 مرات) : 2016 - 2018 - 2024.
- بطولة كأس السوبر (4 مرات) : 2002 - 2012 - 2017 - 2018.
- بطولة كأس الاتحاد الإماراتي (3 مرات) : 1986 - 1995 - 2001.
- بطولة السوبر الإماراتي القطري (مرة واحدة): 2025.
- لعب في كأس العالم للأندية عام 2010 وحلَّ سادسا، مسجلاً أكثر عدد أهداف في البطولة برصيد 6 أهداف متفوقاً على نادي إنتر ميلان الإيطالي.
- لعب في دوري أبطال آسيا (11 مرة) وكان أفضل إنجاز النصف النهائي عام 2007.

### كأس العالم للأندية لكرة القدم 2010[2]
- فاز على بطل أوقيانوسيا هيكاري يونايتد من بابوا غينيا الجديدة 0/3 وسجّل الأهداف هوجو نريك، فرناندو بايانو، عبد الرحيم جمعة.
- خسر من سيونغنام الكوري الجنوبي 4/1 وسجّل الهدف الوحيد عن طريق فرناندو بايانو.
- خسر مباراة المركز الخامس من باتشوكا المكسيكي 4/2 بركلات الترجيح بعد أن تعادل الفريقان 2/2 وسجّلهما إسماعيل مطر ومحمود خميس.
- حصل الفريق على أكثر فريق يسجل في البطولة برصيد 6 أهداف.
- عبد الرحيم جمعة لاعب الوحدة السابق كان أول لاعب إماراتي يسجل هدف في كأس العالم للأندية وكان قد سجّل هدفه في مباراة الوحدة ضد فريق هيكاري يونايتد التي انتهت 3/0 للوحدة.

## المرافق الرياضية

### الملعب
استاد آل نهيان هو الملعب الرئيس للنادي، تبلغ سعته 15,894 مقعد ويقع على بعد ثلاثة كيلومترات فقط من وسط المدينة في قلب مدينة أبو ظبي. افتتحه الشيخ خليفة بن زايد في 24 يناير 1995.

### أكاديمية نادي الوحدة
في عام 2003، افتتح الشيخ سعيد بن زايد آل نهيان (أكاديمية نادي الوحدة لكرة القدم) بعد إكمال البنية التحتية لهذا المشروع الذي استفاد منه أكثر من 200 لاعب، منهم 50 لاعباً ضمن المنتخبات الوطنية. حصلت أكاديمية الوحدة على لقب أفضل أكاديمية في الشرق الأوسط، ودخلت أكاديمية الوحدة ضمن قائمة تصنيف أفضل أكاديميات كرة القدم في العالم.[بحاجة لمصدر]
تمتلك الأكاديمية إمكانيات عالية المستوى، لما فيها من ملاعب ومنشآت ومرافق ومعدات وأجهزة على أحدث طراز، بالإضافة إلى غرف خاصة للاعبي الأكاديمية، ومكاتب للإدارة ووحدة طبية متكاملة، وصالات استقبال وقاعة للمؤتمرات الصحافية والرياضية والثقافية، وتشرف على تنمية القدرات الثقافية والرياضية لدى اللاعبين والاهتمام بتحصيلهم الدراسي وتغذيتهم السليمة، وتوفر لهم سكناً مريحاً وسبل الترفية، حسب جدول البرامج الموضوع، ويوجد مشرفين اجتماعيين يتابعون حالات اللاعبين من كافة الجوانب، ويتواصلون مع أولياء الأمور. يتلقى اللاعبون رواتب شهرية إلى جانب حوافز المباريات والمكافآت القيمة.

## مجلس إدارة نادي الوحدة الرياضي الثقافي[6]
- رئيس النادي: الشيخ ذياب بن زايد آل نهيان

- نائب رئيس النادي: الشيخ زايد بن سعيد آل نهيان
- رئيس مجلس إدارة النادي: علي سعيد المزروعي
- مجلس إدارة نادي الوحدة: حمد الدرمكي (نائب رئيس مجلس الإدارة)، راشد الزعابي، خالد راشد الهنائي (العضو المنتدب)، فارس مكتوم المزروعي، سعيد مبارك البلوشي، وعامر الصيعري.

## شركة الوحدة لكرة القدم[7]
تأسست شركة الوحدة لكرة القدم مع بدء عصر الاحتراف في الدوري الإماراتي، وتحديداً في 14 ديسمبر 2008، بهدف إدارة شؤون كرة القدم في النادي وتحقيق أعلى معايير الاحتراف.

### مجلس إدارة شركة كرة القدم
- رئيس مجلس الإدارة: راشد الزعابي
- أعضاء مجلس الإدارة: فارس مكتوم المزروعي، سعيد مبارك البلوشي، عبد الباسط الحمادي، عبد الله الجنيبي.

### الطاقم الإداري والفني[8]
- المشرف العام: عبد السلام جمعة
- إداري الفريق: فهد مسعود
- المدرب: بيتسو موسيماني

## تشكيلة الفريق الحالية[9]
ملاحظة: تشير الأعلام إلى المنتخب الوطني على النحو المحدد في قواعد الأهلية للفيفا. قد يحمل اللاعبون أكثر من جنسية واحدة غير تابعة للفيفا.
| الرقم | البلد                    | المركز | اللاعب             |
| ----- | ------------------------ | ------ | ------------------ |
| 1     | الإمارات العربية المتحدة | حارس   | محمد الشامسي       |
| 2     | الإمارات العربية المتحدة | مدافع  | منصور صالح U23     |
| 3     | الإمارات العربية المتحدة | مدافع  | لوكاس بيمنتا       |
| 4     | الإمارات العربية المتحدة | مدافع  | ساشا إيفكوفيتش     |
| 5     | الإمارات العربية المتحدة | مدافع  | علاء الدين زهير    |
| 6     | البرازيل                 | مدافع  | جيانلوكا مونيز     |
| 7     | إيران                    | وسط    | أحمد نورالهي       |
| 8     | الإمارات العربية المتحدة | وسط    | عبد العزيز البلوشي |
| 9     | الكاميرون                | مهاجم  | ليونيل وامبا U23   |
| 11    | الإمارات العربية المتحدة | مهاجم  | فاكوندو كروسبزكي   |
| 12    | الإمارات العربية المتحدة | وسط    | عبد الله حمد       |
| 14    | الإمارات العربية المتحدة | وسط    | خميس ناصر U23      |
| 15    | أوزبكستان                | وسط    | خوجيمات إركينوف    |
| 16    | الإمارات العربية المتحدة | وسط    | عبد الله أحمد U23  |
| 17    | نيجيريا                  | وسط    | فيليب أوتيلي       |
| 19    | الإمارات العربية المتحدة | مدافع  | روبن كانيدو        |
| 20    | الإمارات العربية المتحدة | مهاجم  | منصور سعيد U23     |
| 21    | الإمارات العربية المتحدة | مدافع  | عبد الله خالد U23  |

| الرقم | البلد                    | المركز | اللاعب                            |
| ----- | ------------------------ | ------ | --------------------------------- |
| 22    | البرتغال                 | وسط    | برناردو فولها U23                 |
| 25    | المغرب                   | وسط    | أحمد جوار                         |
| 28    | الإمارات العربية المتحدة | وسط    | زايد عبد الرحيم U23               |
| 30    | نيجيريا                  | مدافع  | فافور أوغبو                       |
| 32    | البرتغال                 | مدافع  | غوغا U23                          |
| 36    | الإمارات العربية المتحدة | حارس   | زايد الحمادي                      |
| 41    | النيجر                   | وسط    | أومارو ديادجي U23                 |
| 50    | الإمارات العربية المتحدة | حارس   | راشد علي                          |
| 56    | الإمارات العربية المتحدة | وسط    | ياسر ألو علي U23                  |
| 64    | الإمارات العربية المتحدة | مدافع  | راشد عصام U23                     |
| 65    | الكاميرون                | وسط    | باتينت واسو U23                   |
| 66    | الإمارات العربية المتحدة | حارس   | هزاع عمار                         |
| 68    | الإمارات العربية المتحدة | مدافع  | محمد علي                          |
| 70    | سوريا                    | مهاجم  | عمر خربين                         |
| 77    | الإمارات العربية المتحدة | مهاجم  | عوض الكثيري U23                   |
| 90    | الإمارات العربية المتحدة | مهاجم  | سعود النقبي U18                   |
| 94    | مالي                     | وسط    | براهيما ديارا U23                 |
| 99    | كولومبيا                 | وسط    | كيفن أغوديلو (معار من نادي النصر) |

### المعارون
ملاحظة: تشير الأعلام إلى المنتخب الوطني على النحو المحدد في قواعد الأهلية للفيفا. قد يحمل اللاعبون أكثر من جنسية واحدة غير تابعة للفيفا.
| الرقم | البلد                    | المركز | اللاعب                                |
| ----- | ------------------------ | ------ | ------------------------------------- |
| 13    | الإمارات العربية المتحدة | مدافع  | هزاع شهاب U23 (معار إلى نادي يونايتد) |

| الرقم | البلد                    | المركز | اللاعب                                   |
| ----- | ------------------------ | ------ | ---------------------------------------- |
| 23    | الإمارات العربية المتحدة | مدافع  | خالد الجابري U23 (معار إلى نادي يونايتد) |

## أبرز لاعبي الفريق في تاريخه
- عبد الله سالم الجنيبي
- عبد السلام جمعة
- ياسر سالم
- محمد سالم العنزي
- الحاي جمعة
- سعيد خميس
- فهد مسعود
- صالح حمد المنهالي
- إسماعيل مطر
- بدر جاسم الحوسني
- سلطان يعقوب الحمادي
- صالح عامر الصيعري
- أندريه لوتشيانو دا سيلفا
- دا سيلفا
- ماجراو
- فرناندو بيانو
- باولو سيرجيو
- الكسندر بربوسا
- جوزيل داروشا
- هنريك هوجو
- محمد بنشريفة
- مراد عيني
- نادر المياغري
- عادل هرماش
- يونس محمود
- هاني رمزي
- جيري
- موريتو
- عبد الله الدخيل
- علاء حبيل
- حسن مظفر
- داركو ميتروفيتش
- جواد نيكونام
- لامين كونتي
- كريم العواضي
- أيلي كروبي
- فيصل يسلم الصيعري
- داميان دياز
- سيباستيان تيغالي

## بعض أبرز مدربي الفريق السابقين
- محمود الجوهري
- هولمان
- أحمد عبدا لحليم
- بولوني
- جو بونفرير
- تيتي
- جوزيف هيكسبرجر
- ريتشارد تاردي
- وترمان إيفو
- سامي الجابر
- تيني ريخس
- جوزيه بيزيرو
- خافيير أغيري

## رعاة الفريق[10]
| الرقم | الراعي                     |
| ----- | -------------------------- |
| 1     | مستشفي برجيل               |
| 2     | فندق جراند ميلينيوم الوحدة |
| 3     | الوحدة مول                 |

## وصلات خارجية
- الموقع الرسمي (www.alwahda-fc.com).
- نادي الوحدة الرياضي الثقافي